# Post hoc, ergo propter hoc
Post hoc ergo propter hoc (Latin: "efter dette, derfor på grund af dette") er en logisk fejlslutning der siger at "Fordi begivenhed Y efterfulgte begivenhed X, så må begivenhed Y været sket på grund af begivenhed X". Dette forkortest oftest til post hoc fejlslutning.
En logisk fejlslutning af varianten tvivlsomme årsager, er det subtilt anderledes en fejlslutningen cum hoc ergo propter hoc ("med dette, derfor på grund af dette"), i hvilken to begivenheden sker simultant eller den kronologiske orden er uvæsentlig eller ukendt.
Post hoc er en specielt tillokkende fejl fordi korrelation udadtil virker til at angive kausalitet. Fejlen ligger i en konklusion baseret kun på tidspunktet for begivenhederne, i stedet for at inkorporere andre faktorer der potentielt kan være ansvarlige for resultatet, der kan udelukke sammenhængen.
Et simpelt eksempel er "hanen galer kort før solopgang; derfor er det hanen der får solen til at stå op."

## Mønster
Formen på post hoc fejlslutningen vises sådan her:
- A skete, derefter skete B.
- Derfor, var A skyld i B.

Når B er uønsket er dette mønster ofte kombineret med den formelle fejlslutning "benægt antecedenten", hvilket antager at den omvendte logik holder: At undgå A vil forhindre B.

## Eksempler
- En lejer flytter ind i en lejlighed, og bygningens fyr går i stykker. Udlejeren giver lejeres indflytning skylden for fejlen. En begivenhed fulgte blot en anden, i manglen på kausalitet.[1]
- Den brasilianske fodboldspiller Pelé siges at have givet skylden for et fald i sin præstation på at have givet en fan en specifik spillertrøje; efter at have fået trøjen tilbage forbedrede han sin præstation. Tabet af trøjen blev givet som årsag til hans formdyk, og tilbagekomsten af den som årsagen til at hans form blev bedre. Men man fandt senere ud af at trøjen ikke var den originale trøje.[2]